# François d’Escoubleau

Wappen der Familie Escoubleau de Sourdis

François d’Escoubleau († 21. September 1707 in Gaujacq), Chevalier, dann Comte de Sourdis, Seigneur de Gaujacq et d’Estillac, war ein französischer Adliger und Militär, der in den Rang eines Lieutenant-général des Armées du Roi befördert wurde. Er ist zu unterscheiden vom Erzbischof und Kardinal François d’Escoubleau de Sourdis († 1628).

## Leben
François d’Escoubleau war der fünfte Sohn von Charles d’Escoubleau, Marquis de Sourdis et d’Alluye, und Jeanne de Foix-Monluc, Comtesse de Carmain, Princesse de Chabanais. Er war der Bruder von Paul d’Escoubleau, Marquis d’Alluye, und Henri d’Escoubleau, Comte de Monluc.
Er hatte einige Zeit im Régiment de cavalerie de Fourilles gedient, als er am 10. August 1660 eine Kompanie zugewiesen bekam. Nachdem das Regiment am 18. April 1661 reformiert wurde, erhielt der Chevalier de Sourdis am 5. August 1662 eine freie Kompanie Chevaulegers. Mit dieser Kompanie ging er 1664 nach Italien und weiter nach Ungarn, wo er am 1. August in der Schlacht bei Mogersdorf kämpfte. Nach der Rückkehr nach Frankreich wurde die Kompanie am 7. Dezember 1665 in die Régiment de Choiseul eingegliedert, in dem er am 10. Juni 1666 zum Major ernannt wurde.
Im Devolutionskrieg nahm er 1667 an der Belagerung von Tournai (Juni) und der Belagerung von Douai (Juli) teil. Anschließend, am 8. Juli bekam er die Erlaubnis, ein Kavallerieregiment seines Namens aufzustellen, mit dem er bei der Belagerung von Lille (August) diente. 1668 nahm er an der Eroberung der Freigrafschaft Burgund teil. Am 24. Mai 1668 wurde sein Regiment aufgelöst, am 26. Mai erhielt er die Order seine Compagnie Mestre-de-camp zu behalten.
Vor dem Beginn des Holländischen Kriegs (1672–1678) konnte er sein Regiment am 9. August 1671 wieder aufstellen. 1672 nahm er an allen Militäraktionen des Marschalls Turenne in den Niederlanden teil, mit dem er ins Winterquartier im Kurfürstentum Köln zog. 1673 marschierte er in die Grafschaft Mark und nach Westfalen, zog dann unter dem Oberkommando des späteren Marschalls Luxembourg in die Provinz Utrecht, mit dem er nach Maastricht zog, nach dem die Belagerung beendet war. Am 13. Februar 1674 wurde er zum Brigadier befördert, am 11. August kämpfte er in der Schlacht bei Seneffe. Am 12. März 1675 wurde er zu einem der Visitatoren de Kavallerie ernannt; im gleichen Jahr nahm er den Belagerungen von Huy und Limbourg teil, schloss sich dann der Deutschlandarmee Turennes an.
Nach dem Tod Turennes (27. Juli 1675) kämpfte er in der Schlacht bei Altenheim und nahm anschließend an der Aufhebung der Belagerungen von Hagenau und Zabern teil, 1676 an den Belagerungen von Condé, Bouchain und Aire. Am 25. Februar 1677 wurde er zum Maréchal de camp befördert. Im gleichen Jahr nahm er an der Belagerung von Valenciennes (März) teil, kämpfte in der Schlacht bei Cassel (April) und bei der Einnahme von Saint-Omer, 1578 dan bei der Einnahme von Gent und der Belagerung von Ypern (März). Am 26. April 1679 wurde er Marschall Créquy unterstellt, mit dem er bis Minden zog und die brandenburgischen Truppen schlug.
Am 26. April 1681 und am 28. April 1682 wurde ihm das Feldlager im Artois unterstellt. Am 23. Juni 1682 wurde er zum Lieutenant-général des Armées du Roi befördert, in diesem Zusammenhang nannte er sich nun Comte de Sourdis. Im Reunionskrieg (1683–1684) nahm er an der Belagerung von Luxemburg (April–Juni 1684) teil.
Vor dem Pfälzischen Erbfolgekrieg (1688–1697) befehligte er vom 6. Juni bis 12. August 1688 das Feldlager an der Saône. Am 24. August 1688 wurde er zum kommandierenden General der Truppen ernannt, die ins Winterquartier im Kurfürstentum Köln ziehen sollten. Am 31. Dezember 1688 wurde er zum Ritter im Orden vom Heiligen Geist ernannt.
Nachdem er am 12. März 1689 in der Schlacht bei Uerdingen vom brandenburgischen Feldmarschallleutnant Hans Adam von Schöning geschlagen worden war, musste er Neuss als sein Quartier aufgeben und sich nach Bonn zurückziehen. Mit dieser Niederlage endete faktisch seine Militärkarriere. Am 22. Mai wurde er der Deutschlandarmee unter Marschall Duras, der nicht aktiv wurde, zugeordnet. Am 31. Oktober wurde er als einziger Generalleutnant dem Marschall Lorges im Winterquartier im Elsass unterstellt.
Am 8. Januar 1690 wurde er als Nachfolger seines verstorbenen Bruders Paul d‘Escoubleau zum Gouverneur des Orléanais ernannt, was er bis zu seinem Tod blieb. Am 21. März erhielt er das Kommando in Guyenne und der benachbarten Provinzen, das er bis 1704 ausübte.
François d’Escoubleau starb am 21. September 1707 auf seinem Besitz in Gaujacq in Guyenne.

## Ehe und Familie
Er heiratete Marie Charlotte de Béziade d’Avaray, Tochter von Théophile de Béziade, Marquis d’Avaray, Seigneur du Tertre et de Létiou, Grand Bailli d’Épée d’Orléans, und Marie des Estangs. Ihr einziges Kind war:
- Angélique (* 1684; † 1729), Dame de Chabanais; ⚭ 24. März 1702 François Gilbert Colbert, Marquis de Saint-Pouange, dann Marquis de Chabanais (* 25. September 1676; † 11. November 1719), Sohn von Gilbert Colbert und Marie Renée de Berthemet (Haus Colbert)